# Perl (Rambruch)
Perl (luxemburgisch Pärelⓘ, französisch Perlé) ist eine Ortschaft in der Gemeinde Rambruch im Kanton Redingen im Großherzogtum Luxemburg.

## Lage
Perl liegt im Westen Luxemburgs an der belgischen Grenze, welche sich direkt hinter dem westlichen Ortsausgang befindet. Zwischen Perl im Westen und Rosport im Osten Luxemburgs befindet sich mit 57 km die größte Ost-West-Ausdehnung des Staates. Nachbarorte sind Wolwelingen im Norden und Holtz im Osten.

## Allgemeines
Bis zum 31. Dezember 1978 bildete Perl zusammen mit Rombach-Martelingen, Obermartelingen und Wolwelingen eine eigenständige Gemeinde. Dann wurde die Gemeinde Perl aufgelöst und nach Rambruch eingemeindet. 

## Sehenswertes
- Kath. Kirche St. Lambertus
- 385th Bomb Group-Musée